# All-Ireland Senior Club Football Championship
L'All-Ireland Senior Club Football Championship è una competizione annuale di calcio gaelico, che si tiene dal 1971, disputata da migliaia di club dell'Irlanda.
Gli attuali detentori del trofeo, la Andy Merrigan Cup, sono i Crossmaglen Rangers di Armagh, che hanno sconfitto in finale i St. Brigid's di Roscommon, il 17 marzo 2011, per vincere il loro quinto titolo.

## Struttura
Ciascuna delle 32 contee dell'Irlanda ha il suo campionato di calcio gaelico, con diverso formato, che può essere a eliminazione diretta, a girone, o un misto dei due.
I 32 club vincitori giocano nei quattro tornei provinciali, da cui escono le quattro semifinaliste del torneo conclusivo, la fase All-Ireland appunto.
Può capitare a volte che una di queste squadre giochi un turno preliminare contro la sezione di Londra.
La finale del campionato si gioca di solito al Croke Park di Dublino il giorno di San Patrizio.

### Programma
- Torneo della contea: giugno - novembre
- Torneo provinciale: ottobre - dicembre
- All-Ireland quarti e semifinali: febbraio
- Finale All-Ireland: 17 marzo.

## Vincitori

### Elenco delle stagioni
I vincitori del campionato All-Ireland sono evidenziati con color oro.
| Anno      | Leinster champions             | Munster champions                 | Ulster champions                | Connacht champions             |
| --------- | ------------------------------ | --------------------------------- | ------------------------------- | ------------------------------ |
| 1970-71   | Gracefield (Offaly)            | East Kerry (Kerry)                | Bryansford (Down)               | Fr. Griffin's (Galway)         |
| 1971-72   | Portlaoise (Laois)             | UCC (Cork)                        | Bellaghy (Derry)                | Claremorris (Mayo)             |
| 1972-73   | St. Vincent's (Dublin)         | Nemo Rangers (Cork)               | Clan na nGael (Armagh)          | Fr. Griffin's (Galway)         |
| 1973-74   | UCD (Dublin)                   | UCC (Cork)                        | Clan na nGael (Armagh)          | Knockmore (Mayo)               |
| 1974-75   | UCD (Dublin)                   | Nemo Rangers (Cork)               | Clan na nGael (Armagh)          | Roscommon Gaels (Roscommon)    |
| 1975-76   | St. Vincent's (Dublin)         | Nemo Rangers (Cork)               | St. Joseph's (Donegal)          | Roscommon Gaels (Roscommon)    |
| 1976-77   | Portlaoise (Laois)             | Austin Stacks, Tralee (Kerry)     | Ballerin (Derry)                | Killererin (Galway)            |
| 1977-78   | Summerhill (Meath)             | Thomond College (Limerick)        | St. John's (Antrim)             | St. Mary's (Sligo)             |
| 1978-79   | Walsh Island (Offaly)          | Nemo Rangers (Cork)               | Scotstown (Monaghan)            | Killererin (Galway)            |
| 1979-80   | Walsh Island (Offaly)          | St. Finbarr's (Cork)              | Scotstown (Monaghan)            | St Grellan's (Galway)          |
| 1980-81   | Walterstown (Meath)            | St. Finbarr's (Cork)              | Scotstown (Monaghan)            | St. Mary's (Sligo)             |
| 1981-82   | Raheens (Kildare)              | Nemo Rangers (Cork)               | Ballinderry Shamrocks (Derry)   | Garrymore (Mayo)               |
| 1982-83   | Portlaoise (Laois)             | St. Finbarr's (Cork)              | St. Galls (Antrim)              | Clann na nGael (Roscommon)     |
| 1983-84   | Walterstown (Meath)            | Nemo Rangers (Cork)               | Burren (Down)                   | St. Mary's (Sligo)             |
| 1984-85   | St. Vincent's(Dublin)          | Castleisland Desmonds (Kerry)     | Burren (Down)                   | Clann na nGael (Roscommon)     |
| 1985-86   | Portlaoise (Laois)             | Castleisland Desmonds (Kerry)     | Burren (Down)                   | Clann na nGael (Roscommon)     |
| 1986-87   | Ferbane (Offaly)               | St. Finbarr's (Cork)              | Castleblayney Faughs (Monaghan) | Clann na nGael (Roscommon)     |
| 1987-88   | Portlaoise (Laois)             | Nemo Rangers (Cork)               | Burren (Down)                   | Clann na nGael (Roscommon)     |
| 1988-89   | Parnells (Dublin)              | Nemo Rangers (Cork)               | Burren (Down)                   | Clann na nGael (Roscommon)     |
| 1989-90   | Baltinglass (Wicklow)          | Castlehaven (Cork)                | Scotstown (Monaghan)            | Clann na nGael (Roscommon)     |
| 1990-91   | Thomas Davis (Dublin)          | Dr. Crokes, Killarney (Kerry)     | Lavey (Derry)                   | Salthill (Galway)              |
| 1991-92   | Thomas Davis (Dublin)          | Dr. Crokes, Killarney (Kerry)     | Castleblayney Faughs (Monaghan) | Corofin (Galway)               |
| 1992-93   | Éire Óg (Carlow)               | O'Donovan Rossa (Cork)            | Lavey (Derry)                   | Knockmore (Mayo)               |
| 1993-94   | Éire Óg (Carlow)               | Nemo Rangers (Cork)               | Errigal Ciarán(Tyrone)          | Castlebar Mitchels (Mayo)      |
| 1994-95   | Kilmacud Crokes (Dublin)       | Castlehaven(Cork)                 | Bellaghy (Derry)                | Tuam Stars (Galway)            |
| 1995-96   | Éire Óg (Carlow)               | Laune Rangers, Killorglin (Kerry) | Mullaghbawn (Armagh)            | Corofin (Galway)               |
| 1996-97   | Éire Óg (Carlow)               | Laune Rangers, Killorglin (Kerry) | Crossmaglen Rangers (Armagh)    | Knockmore (Mayo)               |
| 1997-98   | Erins Isle (Dublin)            | Castlehaven (Cork)                | Dungiven (Derry)                | Corofin (Galway)               |
| 1998-99   | Éire Óg (Carlow)               | Doonbeg (Clare)                   | Crossmaglen Rangers (Armagh)    | Ballina Stephenites (Mayo)     |
| 1999-2000 | Na Fianna (Dublin)             | UCC (Cork)                        | Crossmaglen Rangers (Armagh)    | Crossmolina (Mayo)             |
| 2000-01   | O'Hanrahans (Carlow)           | Nemo Rangers (Cork)               | Bellaghy (Derry)                | Crossmolina (Mayo)             |
| 2001-02   | Rathnew (Wicklow)              | Nemo Rangers (Cork)               | Ballinderry Shamrocks (Derry)   | Charlestown (Mayo)             |
| 2002-03   | Dunshaughlin (Meath)           | Nemo Rangers (Cork)               | Errigal Ciaran (Tyrone)         | Crossmolina (Mayo)             |
| 2003-04   | St. Brigid's (Dublin)          | An Gaeltacht (Kerry)              | An Lúb (Derry)                  | Caltra (Galway)                |
| 2004-05   | Portlaoise (Laois)             | Kilmurry-Ibrickane (Clare)        | Crossmaglen Rangers (Armagh)    | Ballina Stephenites (Mayo)     |
| 2005-06   | Kilmacud Crokes (Dublin)       | Nemo Rangers (Cork)               | St. Gall's (Antrim)             | Salthill-Knocknacarra (Galway) |
| 2006-07   | Moorefield (Kildare)           | Dr. Crokes (Kerry)                | Crossmaglen Rangers (Armagh)    | St. Brigids (Roscommon)        |
| 2007-08   | St Vincents (Dublin)           | Nemo Rangers (Cork)               | Crossmaglen Rangers (Armagh)    | Ballina Stephenites (Mayo)     |
| 2008-09   | Kilmacud Crokes (Dublin)       | Drom-Broadford (Limerick)         | Crossmaglen Rangers (Armagh)    | Corofin (Galway)               |
| 2009-10   | Portlaoise (Laois)             | Kilmurry-Ibrickane (Clare)        | St. Galls (Antrim)              | Corofin (Galway)               |
| 2010-11   | Kilmacud Crokes (Dublin)       | Nemo Rangers (Cork)               | Crossmaglen Rangers (Armagh)    | St. Brigids (Roscommon)        |
| 2011-12   | Garrycastle (Westmeath)        | Dr. Crokes (Kerry)                | Crossmaglen Rangers (Armagh)    | St. Brigids (Roscommon)        |
| 2012–13   | Ballymun Kickhams (Dublin)     | Dr. Crokes (Kerry)                | Crossmaglen Rangers (Armagh)    | St. Brigids (Roscommon)        |
| 2013–14   | St. Vincent's (Dublin)         | Dr. Crokes (Kerry)                | Ballinderry Shamrocks (Derry)   | Castlebar Mitchels (Mayo)      |
| 2014–15   | St. Vincent's (Dublin)         | Austin Stacks (Kerry)             | Slaughtneil (Derry)             | Corofin (Galway)               |
| 2015–16   | Ballyboden St. Enda's (Dublin) | Clonmel Commercials (Tipperary)   | Crossmaglen Rangers (Armagh)    | Castlebar Mitchels (Mayo)      |

### Vincitori a livello di club
All Ireland:
- 7 Nemo Rangers
- 5 Crossmaglen Rangers
- 3 St. Finbarr's
- 2 UCD, St. Vincents, Kilmacud Crokes, Burren, Bellaghy

18 club hanno vinto il torneo almeno una volta.

### Distribuzione vincitori per contea
M, L, C, U si riferiscono rispettivamente ai campionati del Munster/Leinster/Connacht/Ulster vinti dai singoli club. "Ultimi vincitori" è la sezione che riporta il nome, con relativa stagione, dell'ultimo club della contea ad avere trionfato all'All-Ireland.
| #   | Contea          | All-Irelands | L  | M  | U  | C  | Ultimi vincitori                   |
| --- | --------------- | ------------ | -- | -- | -- | -- | ---------------------------------- |
| 1   | Cork clubs      | 11           |    | 25 |    |    | Nemo Rangers, 2002-03              |
| 2   | Dublin clubs    | 6            | 15 |    |    |    | Kilmacud Crokes, 2008-09           |
| 3=  | Armagh clubs    | 5            |    |    | 13 |    | Crossmaglen Rangers, 2011-12       |
| 3=  | Kerry clubs     | 5            |    | 10 |    |    | Laune Rangers, Killorglin, 1995-96 |
| 5   | Galway clubs    | 3            |    |    |    | 14 | Salthill-Knocknacarra, 2005-06     |
| 6   | Derry clubs     | 3            |    |    | 10 |    | Ballinderry Shamrocks, 2001-02     |
| 7   | Mayo clubs      | 2            |    |    |    | 13 | Ballina Stephenites, 2004-05       |
| 8   | Down clubs      | 2            |    |    | 6  |    | Burren, 1987-88                    |
| 9   | Laois clubs     | 1            | 7  |    |    |    | Portlaoise, 1982-83                |
| 10  | Antrim clubs    | 1            |    |    | 4  |    | St. Galls, 2009-10                 |
| 11= | Wicklow clubs   | 1            | 2  |    |    |    | Baltinglass, 1989-90               |
| 11= | Limerick clubs  | 1            |    | 2  |    |    | Thomond College, 1977-78           |
| 13  | Roscommon clubs | 0            |    |    |    | 11 | St. Brigids, 2010-11               |
| 14= | Monaghan clubs  | 0            |    |    | 6  |    | Castleblayney Faughs, 1991-92      |
| 14= | Carlow clubs    | 0            | 6  |    |    |    | O'Hanrahans, 2000-01               |
| 16= | Meath clubs     | 0            | 4  |    |    |    | Dunshaughlin, 2002-03              |
| 16= | Offaly clubs    | 0            | 4  |    |    |    | Ferbane, 1986-87                   |
| 18= | Sligo clubs     | 0            |    |    |    | 3  | St. Mary's, 1983-84                |
| 18= | Clare clubs     | 0            |    | 3  |    |    | Kilmurry-Ibrickane, 2009-10        |
| 20= | Tyrone clubs    | 0            |    |    | 2  |    | Errigal Ciaráin, 2002-03           |
| 20= | Kildare clubs   | 0            | 2  |    |    |    | Moorefield, 2006-07                |
| 22= | Donegal clubs   | 0            |    |    | 1  |    | St. Joseph's, 1975-76              |
| 22= | Westmeath clubs | 0            | 1  |    |    |    | Garrycastle, 2011-12               |

Nessun club da Cavan, Fermanagh, Kilkenny, Leitrim, London, Longford, Louth, Tipperary, Waterford o Wexford ha mai vinto un titolo provinciale o nazionale.

### Distribuzione vincitori per provincia
| Provincia      | All-Irelands | Vincitore più recente                   |
| -------------- | ------------ | --------------------------------------- |
| Munster clubs  | 17           | Nemo Rangers (Cork), 2002-03            |
| Ulster clubs   | 11           | Crossmaglen Rangers (Armagh), 2010-11   |
| Leinster clubs | 8            | Kilmacud Crokes (Dublin), 2008-09       |
| Connacht clubs | 5            | Salthill-Knocknacarra (Galway), 2005-06 |